# Devenish
Devenish (En irlandés Daimhinis que significa Isla Buey) es una isla en la parte inferior de Lough Erne, al Norte de Enniskillen, en el condado de Fermanagh, en Irlanda del Norte. La isla está aproximadamente alineada Norte-Sur y es más o menos una milla y cuarto de larga y 2 tercios de una milla de ancha.

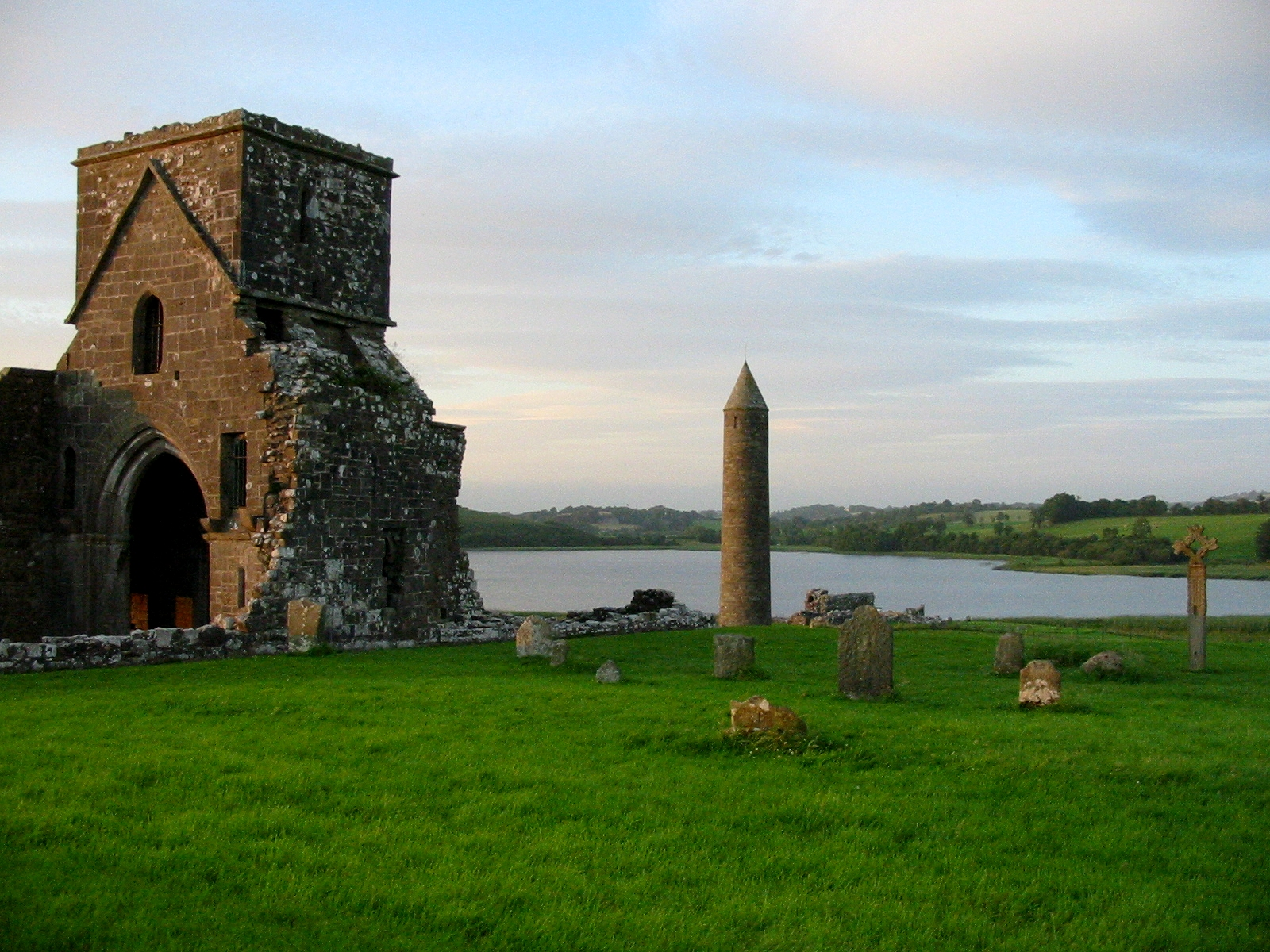
Isla Devenish.

Devenish contiene uno de los sitios monásticos más lindos de Irlanda del norte. La isla posee una torre irlandesa que se cree haber sido construida en el siglo XII.
También se encuentran las murallas del oratorio de San Molaise que se establecieron en el monasterio en el siglo VI en una ruta de peregrinos hacia Croagh Patrick en el condado de Mayo. Fue atacado por los vikingos en el año 837 y quemado en el 1157, posteriormente floreció como el sitio de la Iglesia parroquia de Santa María del priorato de la Orden de San Agustín.